# Oxyopes gracilipes
Oxyopes gracilipes är en spindelart som först beskrevs av White 1849.  Oxyopes gracilipes ingår i släktet Oxyopes och familjen lospindlar. Inga underarter finns listade i Catalogue of Life.